# Acadèmia General Militar
La Acadèmia General Militar és el centre de formació superior de l'Exèrcit de Terra espanyol. Es troba a la ciutat de Saragossa. S'encarrega de la formació inicial dels futurs oficials de les Armes i Cossos de l'Exèrcit de Terra, així com dels oficials de la Guàrdia Civil.

## Història

### Primera època
L'Acadèmia General Militar va ser creada durant el regnat de Alfonso XII en 1882, per decret de 20 de febrer. En aquesta Primera Època, que abasta de 1882 a 1893, el centre de formació es va situar a la ciutat de Toledo en el recinte de l'Alcàsser. El primer director de l'Acadèmia en aquesta època va ser el general José Galbis Abella.
L'Acadèmia va ser dissolta en aquest any de 1893, passant cadascuna de les Armes i Cossos a disposar de centres de formació independents.

### Segona època
En 1927, durant el regnat d'Alfons XIII i sota la Dictadura del General Miguel Primo de Rivera, es recupera la figura d'aquest centre superior que s'estableix a la ciutat de Saragossa. El dictador havia arribat a la conclusió que una de les raons de les disensiones existents dins dels Exèrcits, el sistema d'ascensos per estricta antiguitat o considerant també els mèrits de guerra, es devia a la inexistència d'una acadèmia on es formessin els oficials dels quatre cossos (fins llavors, hi havia Acadèmies d'Infanteria a Toledo, d'Artilleria a Segòvia, de Cavalleria a Valladolid i d'Enginyers a Guadalajara), per la qual cosa va decidir restablir-la. Després del desembarcament d'Alhucemas, Primo de Rivera havia desenvolupat una gran estima pel General Franco, militar amb gran prestigi després de les campanyes d'Àfrica i com a cofundador del Terç d'Estrangers al costat de José Millán Astray i, per Reial decret del 4 de gener de 1928, se'l va nomenar primer Director de l'Acadèmia General Militar en aquesta Segona Època.
L'historiador Eduardo González Calleja interpreta el nomenament del general Franco "com un gest de reconciliació amb els africanistes, aconseguida després de les operacions de l'estiu de 1925". "Tant Primo com Franco i la majoria de militars colonials que formaven el quadre de professors van pretendre formar un tipus d'oficial poc dedicat a l'estudi, amb un antiquat concepte cavalleresc de la professió i sense relació amb els mitjans socials del seu temps", afegeix González Calleja.
A l'arribada de la Segona República, en el marc de les reformes militars impulsades pel Ministre de la Guerra del govern provisional, Manuel Azaña, es tanca el centre (Ordre de 30 de juny de 1931). Azaña dubtava de l'eficàcia del tipus d'instrucció impartit en l'Acadèmia i també creia que el seu cost era excessiu en un moment en el qual es pretenia disminuir la despesa militar. Els oficials més conservadors, antirepublicans, van interpretar la clausura de l'Acadèmia com un cop a l'esperit de cos de l'Exèrcit, en ser l'Acadèmia l'únic centre on militars de totes les branques estudiaven junts. Franco quedà desolat i després de la fi de la Guerra Civil reinstauraría la institució. Mentre, obeint les ordres de Azaña va tancar l'Acadèmia, no sense abans reunir a tots els cadets i arengarles en un discurs de comiat que ha passat a la història i en el qual els advertia que, encara que no agradés l'ordre de tancament, el seu haver d'era obeir-la. Aquest discurs li va suposar a Franco l'única taca en el seu expedient militar, en rebre per això una reprensió, però la seva definició de disciplina segueix sent estudiada, apresa i recitada pels cadets:
| « | «Disciplina! Mai ben definida i compresa. Disciplina! Que no tanca cap mèrit quan la condició del comandament ens és grata i suportable. Disciplina! Que revesteix el seu veritable valor quan el pensament aconsella el contrari del que se'ns mana, quan el cor pugna per aixecar-se en íntima rebel·lia, o quan l'arbitrarietat o l'error van units a l'acció del comandament. Aquesta és la disciplina que us inculquem, aquesta és la disciplina que practiquem, est és l'exemple que us oferim.» | » |

### Tercera època
En concloure la Guerra Civil i reorganitzar-se els estudis militars a Espanya, va tornar a inaugurar-se l'Acadèmia General Militar per decret de 27 de setembre de 1940, sent Ministre de l'Exèrcit el Tinent General José Enrique Varela Iglesias. En 1942 ingressen els primers 170 alumnes de la qual serà I Promoció d'aquesta Tercera Època, que arriba fins als nostres dies. Es van triar per a això els antics edificis construïts durant la Segona Època a Saragossa, situats a la rodalia del camp de maniobres de San Gregorio. Va ser nomenat com a primer Director de l'Acadèmia en aquesta Tercera Època el General Francisco Hidalgo de Cisneros y Manso de Zúñiga. Entre els seus alumnes en aquesta Tercera Època han estat Joan Carles I, alumne de la XIV Promoció, entre els anys 1955 a 1957, i Felip de Borbó i Grècia, que ho fou amb la XLIV Promoció, entre 1985 i 1986.
Avui dia l'Acadèmia General Militar acull als alumnes (cavallers/dames cadets) que seran els futurs oficials de l'Exèrcit de Terra d'Espanya, de forma similar a l'Escola Naval Militar (Marín-Pontevedra) i l'Acadèmia General de l'Aire (San Javier-Múrcia).
Fins a finalitzar el curs 2011/2012, conviuran en aquest centre tots els cavallers cadets i cavallers alferes cadets (ocupació aconseguida en el tercer curs d'Acadèmia) en els seus primers anys en la milícia, dirigint-se a les respectives Acadèmies d'Especialització en finalitzar 3r (2n en el cas dels cadets aspirants a ser oficials de la Guàrdia Civil):
- Artilleria (Segòvia)
- Cavalleria (Valladolid)
- Infanteria (Toledo)
- Enginyers i Transmissions (Hoyo de Manzanares)
- Especialitats (Calataiud)
- Guàrdia Civil (Aranjuez)

No obstant això, amb el nou canvi de reglamentació de l'Ensenyament Militar a Espanya, aquests terminis canviaran, continuant els seus estudis en l'Acadèmia General Militar fins a finalitzar 4t curs, o cursant els cinc anys d'ensinistrament íntegres en aquesta Acadèmia (excepte certs períodes d'instrucció específica), si s'aprova finalment l'esborrany presentat per a la reglamentació de l'Ensenyament Militar; exceptuant als cadets membres del Cos de la Guàrdia Civil, que posaran rumb a l'Acadèmia d'Aranjuez en finalitzar 2n curs, de la mateixa manera que s'ha vingut fent fins ara.

### Divises d'alumnes de l'Acadèmia General Militar
| Espanya                        |                                              |                  |                  |  |  |  |  |  |  |
| Alferes Cadet 3r, 4t i 5è curs | Cadet 3r 3r curs (amb assignatures pendents) | Cadet 2n 2n curs | Cadet 1r 1r curs |  |  |  |  |  |  |
|                                |                                              |                  |                  |  |  |  |  |  |  |

## Instal·lacions
L'Acadèmia General Militar té la seu a Saragossa, en un conjunt d'edificis situat a la sortida de la ciutat per la carretera d'Osca.
L'edifici Franco va ser inaugurat en 1930 i és d'estil neomudèjar aragonès. Els autors del projecte van ser els enginyers militars Coronel Mariano Lafiguera, Tinent Coronel Vicente Rodríguez i Comandant Antonio Parelladas. Figura en el catàleg dels edificis d'interès històric de l'Ajuntament de Saragossa.
A partir dels anys 70 del segle XX a l'edifici Franco se li han anat afegint una sèrie d'edificis contemporanis. L'ampliació més important, inaugurada en 1978, va consistir en dos nous edificis de dormitoris i aularis (edifici Galbis i edifici Hidalgo de Cisneros).

## Directors

### Primera època
- mariscal de camp José Galbis Abella (1882-1887)
- general de brigada Pedro Mella y Montenegro (1887-1890)
- general de brigada Manuel de la Cerda y Gómez Pedroso (1890-1892)

### Segona època
- general de brigada Francisco Franco Bahamonde (1927-1931)

### Tercera època
- general de brigada Francisco Hidalgo de Cisneros y Manso de Zúñiga (1942-1946)
- general de brigada Santiago Amado Lóriga (1946-1950)
- general de brigada Juan Fernández-Capalleja y Fernández-Capalleja (1950-1954)
- general de brigada Emilio Alamán Ortega (1954-1956)
- general de brigada Manuel Vicario Alonso (1956-1959)
- general de brigada Rodolfo Estella Bellido (1959-1962)
- general de brigada Eduardo de Madariaga Rodríguez (1962-1963)
- general de brigada Carlos Iniesta Cano (1963-1968)
- general de brigada Carlos Fernández Vallespín (1968-1969)
- general de brigada Santos Sánchez Blázquez (1969-1971)
- general de brigada Antonio Balcázar Rubio de la Torre (1971-1973)
- general de brigada Guillermo Quintana Lacaci (1973-1976)
- general de brigada Antonio Rey Ardid (1976-1977)
- general de brigada Felipe Palacios Costero (1977-1978)
- general de brigada Gerardo Mariñas Romero (1978-1979)
- general de brigada Luis Pinilla Soliveres (1979-1982)
- general de brigada Juan Bautista Sánchez Bilbao (1982-1984)
- general de brigada Ángel Santos Bobo (1984-1985)
- general de brigada José Jimenez Perez de Larraya (1985-1987)
- general de brigada Javier Calderón Fernández (1987-1988)
- general de brigada Carlos García Ferrer (1989-1992)
- general de brigada Mariano Alonso Baquer (1992-1994)
- general de brigada José Ramón Lago Vázquez (1994-1996)
- general de brigada Gregorio López Iraola (1996-1998)
- general de brigada Blas Oliver Iguacel (1998-2000)
- general de brigada Fernando Torres González (2000-2003)
- general de brigada Ignacio Martín Villalaín (2003-2006)
- general de brigada Juan Antonio Álvarez Jiménez (2006-2009)
- general de brigada Francisco José Gan Pampols (2009-2013)
- general de brigada Jerónimo de Gregorio y Monmeneu (2013-